# Andrea Orsini
Andrea Giorgio Felice Maria Orsini (Milano, 23 settembre 1959) è un politico italiano.

## Biografia

### Attività politica
Inizia la carriera politica con il Partito Liberale Italiano, di cui è coordinatore dell'esecutivo nazionale dal 1987 al 1992. Aderisce poi a Forza Italia, diventandone dirigente nazionale dell'ufficio elettorale (1998-2004), presidente della commissione nazionale di garanzia e membro del comitato di presidenza.

#### Elezione a deputato
Alle elezioni politiche del 2001 viene eletto Camera dei deputati nel collegio uninominale di Arzignano, sostenuto dalla coalizione della Casa delle Libertà.
Ricandidato deputato nel 2006 nelle liste di Forza Italia nella circoscrizione Lombardia 3, non viene rieletto; torna a Montecitorio nel 2008, quando viene eletto deputato col Popolo della Libertà.
Nella XVI legislatura è stato vicepresidente della giunta per le elezioni e coordinatore del comitato per le ineleggibilità e le decadenze.
Il 18 febbraio 2011 lascia il gruppo parlamentare del PdL per passare al gruppo di Popolo e Territorio, a sostegno della maggioranza del governo Berlusconi IV.
Nel 2013 è ricandidato alla Camera, nelle liste del Popolo della Libertà nella circoscrizione Lombardia 1, ma non viene rieletto.
Torna nuovamente a Montecitorio nel 2018, quando viene eletto deputato nelle liste di Forza Italia nella circoscrizione Lombardia 3.
Alle elezioni politiche anticipate del 2022 viene candidato alla Camera come capolista nel collegio plurinominale Lombardia 4 - 01 risultando eletto.